# Винниченко без брому
«Винниченко без брому» — український документальний фільм про Володимира Винниченка.

## Інформація про фільм
Фільм про Володимира Винниченка, постать якого донині викликає бурхливі суперечки, приваблює і відштовхує, провокує і бере у полон своєю неповторністю. Він був письменником, твори якого викликали неабиякий інтерес суспільства, і водночас був політиком з лівими поглядами. А ще Винниченко стверджував, що Україна є, і вірив, що рано чи пізно відбудеться її відродження.
Документальний фільм «Винниченко без брому» посів перше місце в номінації «Гіркий хліб емігранта» на Міжнародному фестивалі телевізійних і радіопрограм «Калинові мости», що проходив у польському місті Кенштин.
Стрічка присвячена 60-річчю з дня його смерті (березень 1951 року), — це частина серіалу «Українська мрія», над виробництвом якого працює Творче об'єднання документальних фільмів та програм Першого Національного.